# Шлях (топологія)

Точка, переміщена з A в B у просторі R2.
Однак інші шляхи можуть проходити ту саму множину точок.

У математиці шлях в топологічному просторі X — це безперервне відображення f з одиничного відрізка I = [0,1] в X
f : I → X.
Початковою точкою шляху є f(0), а кінцевою точкою — f(1). Часто говорять про «шлях з x в y», де x і y — початкова і кінцева точки шляху. Зауважимо, що шлях — це не просто підмножина X, яка «виглядає як» крива, він також включає параметризацію. Наприклад, відображення f(x) = x і g(x) = x2 представляють два різні шляхи від 0 до 1 на дійсній прямій.
Петля в просторі X з базовою точкою x ∈ X — це шлях з x в x. Петля може також бути визначена як відображення f : I → X з f(0) = f(1) або як неперервне відображення одиничного кола S1 в X
f : S1 → X.
Останнє випливає з того, що S1 можна вважати фактор-простором I при ототожненні 0 з 1. Множина всіх петель на X утворює простір, який називається простором петель простору X.
Топологічний простір, в якому існує шлях, що з'єднує будь-які дві точки, називається лінійно зв'язаним. Будь-який простір можна розбити на множину лінійно зв'язаних компонент. Множина лінійно зв'язаних компонент простору X часто позначається π0(X);.
Можна також визначити шляхи і петлі в пунктованих просторах, які важливі в теорії гомотопій. Якщо X є топологічним простором з виділеною точкою x0, то шлях в X — це шлях, початковою точкою якого є x0. Подібним чином петля в X — це петля в точці x0.

## Гомотопія шляхів

Гомотопія між двома шляхами.

Шляхи і петлі є центральними об'єктами вивчення гілки алгебраїчної топології, званої теорією гомотопій. Гомотопія шляхів робить точним поняття неперервної деформації шляху при збереженні кінців шляху.
Зокрема, гомотопія шляхів у X — це сімейство шляхів ft : I → X індексованих за I, таких що
- ft(0) = x0 і ft(1) = x1 фіксовані.
- відображення F : I × I → X, задане F(s, t) = ft(s) є неперервним.

Кажуть, що шляхи f0 і f1 гомотопні (або, точніше, лінійно-гомотопні), якщо вони пов'язані гомотопією. Можна аналогічним чином визначити гомотопію петель, яка зберігає базову точку.
Відношення гомотопії є відношенням еквівалентності шляхів у топологічному просторі. Клас еквівалентності шляху f при цьому називається класом гомотопії f, і часто позначається [f].

### Означення
Два шляхи {\displaystyle z_{0}(t):J\to D} і {\displaystyle z_{1}(t):J\to D} зі спільним початком та кінцем {\displaystyle z_{0}(0)=z_{1}(0)=a} і {\displaystyle z_{0}(1)=z_{1}(1)=b} називаються гомотопними в області {\displaystyle D}, якщо існує неперервне відображення {\displaystyle z(s,t):J\times J\to D} (через {\displaystyle J\times J} ми позначимо добуток відрізків, тобто квадрат {\displaystyle 0\leq s\leq 1,0\leq t\leq 1}) так, що
{\displaystyle z(0,t)\equiv z_{0}(t),\,\,\,z(1,t)\,\,\,\equiv z_{1}(t)\,\,\ (t\in J),}
{\displaystyle z(s,0)\equiv a,\,\,\,z(s,1)\equiv b\,\,\,(s\in J).}

## Композиція шляхів
Можна утворити композицію шляхів у топологічному просторі очевидним чином. Нехай f — шлях з x в y, а g — шлях з y в z. Шлях fg визначається як шлях, одержуваний спочатку проходом f, а потім g:
{\displaystyle fg(s)={\begin{cases}f(2s)&0\leq s\leq {\frac {1}{2}}\\g(2s-1)&{\frac {1}{2}}\leq s\leq 1.\end{cases}}}
Ясно, що композиція шляхів визначена тільки у випадку, коли кінцева точка f збігається з початковою точкою g. Якщо розглядати петлі в точці x0, то композиція шляхів є бінарною операцією.
Композиція шляхів, якщо вона визначена, не є асоціативною операцією з огляду на відмінності в параметризації. Проте вона є асоціативною з точністю до гомотопії. Тобто [(fg)h] = [f(gh)]. Композиція шляхів визначає структуру групи на множині гомотопних класів петель на X з базовою точкою x0. Результуюча група називається фундаментальною групою X із позначеною точкою x0 і зазвичай позначається π1(X,x0).
Можна визначити шлях в X як безперервне відображення інтервалу [0,a] X для будь-якого дійсного a ≥ 0. Шлях f цього виду має довжину |f|, визначається як a. Композиція шляхів тоді визначається, як і раніше, з такою зміною:
{\displaystyle fg(s)={\begin{cases}f(s)&0\leq s\leq |f|\\g(s-|f|)&|f|\leq s\leq |f|+|g|\end{cases}}}
У той час як у попередньому визначенні f, g і fg мають довжину 1, дане визначення дає |fg| = |f| + |g|. В попередньому визначенні призводило до порушення асоціативності те, що хоча (fg)h і f(gh) мали одну довжину, а саме 1, середня точка (fg)h виявлялася між g і h, у той час як середня точка f(gh) виявлялася між f і g. У модифікованому визначенні (fg)h і f(gh) мають однакову довжину, а саме |f|+|g|+|h|, і ті ж самі середні точки, які знаходяться в (|f|+|g|+|h|)/2, як для (fg)h, так і для f(gh). І навіть вони мають одну і ту саму параметризацію.

## Фундаментальний групоїд
Будь-який топологічний простір X дає початок категорії, об'єктами якої є точки X, а морфізмами є класи гомотопії шляхів. Оскільки будь-який морфізм у цій категорії є ізоморфізмом, ця категорія є групоїдом, званим фундаментальним групоїдом X. Петлі в цій категорії є ендоморфізмами (всі вони насправді є автоморфізмами). Група автоморфізмів точки x0 в X — це просто фундаментальна група в X. Можна визначити фундаментальний групоїд на будь-якій підмножині A в X, використовуючи класи гомотопій шляхів, що з'єднують точки A.